# Ministerio de Información, Difusión y Patrimonio Nacional
El Ministerio de Información, Difusión y Patrimonio Nacional (del urdu: زارث اطالاث) es un ministerio del gobierno de Pakistán, responsable de publicar información gubernamental de dominio público, no clasificado y sin relación con el ámbito científico a la sociedad y a la comunidad internacional. Tiene jurisdicción para administrar las reglas y regulaciones con respecto a la información, la difusión y la prensa en el país. Su titular es el ministro Pervez Rashid y su secretario federal Nazir Saeed desde 2013.

## Cuerpos dependientes

### Consejo nacional de artes
El Consejo nacional de artes es un ente autónomo regulado por el Ministerio. Fue creado mediante un Acta del parlamento en 1973. Es un eje de la cultura a nivel nacional. Sus actividades se realizan sobre la base de las políticas de su Junta de gobierno, conformada por 28 miembros y encabezada por el ministro de la división patrimonio nacional e integración.

### Instituto nacional de patrimonio tradicional y cultural
El Instituto nacional de patrimonio nacional y cultural trabaja en la creación de una conciencia sobre el legado cultural de la nación mediante la recolección, documentación, diseminación y proyección de la herencia cultural de Pakistán. El objetivo central de este organismo es la documentación de la cultura tradiciona.

### Academia de lenguas de Pakistán
La academia de lenguas de Pakistán fue establecida como una organización autónoma en 1976. Se enfoca principalmente en la literatura nacional y sus campos afines. Es la más grande y prestigiosa sociedad de enseñanza de su tipo en Pakistán, con presencia en todo el país.

### Shalimar Recording & Broadcasting Company Ltd
Shalimar Recording & Broadcasting Company Limited (SRBC) es compañía pública limitada, incorporada en 1974. Es una empresa de grabación y difusión con 20 estaciones de televisión repartidas entre los principales centros urbanos del país. Fue originalmente creada como una compañía de grabación en 1974 con el objetivo de proteger los intereses de los artistas, poestas, compositores y cualquiera que sea privado de sus ganancias por la venta y distribución de su material artístico, postura que no resultó viable financieramente. Empezó a realizar negocios mediante grabaciones para gramófonos en 1976.

### Instituto de estudios regionales
El Instituto de estudios regionales (IRS) es un centro de investigación independiente sin ánimo de lucro dedicado al estudio de las regiones cercanas a Pakistán: Irán, Afganistán, China, Asia Central e India. Fue creado en marzo de 1982 y es considerado uno de los principales centros de pensamiento del país. El instituto abarca un amplio espectro de temas de investigación referentes a la economía, industria, ciencia, tecnología, sociedad, cultura y seguridad en Pakistán y sus regiones circundantes.